# Запис липа код цркве (Аранђеловац)
Запис липа код цркве (Аранђеловац)  се налази на парцели чији је власник Српска православна црква.

## Локација
| Општина             | Аранђеловац                                                                 |
| Катастарска општина | Аранђеловац                                                                 |
| Потес               | Светог Јоаникија                                                            |
| Координате          | 44° 18′ 00″ С; 20° 34′ 19″ И / 44.299900000000001° С; 20.571899999999999° И |
| Надморска висина    | m                                                                           |

## Карактеристике
Дендрометријске вредности утврђене на терену и сателитским снимцима:
| Стабло                     | Липа |
| Висина стабла              | m    |
| Обим дебла                 | m    |
| Пречник крошње             | 5m   |
| Пречник дебла              | m    |
| Висина дебла до прве гране | m    |

## База записа
Запис је у оквиру Викимедија пројекта "Запис - Свето дрво" заведен под редним бројем 0508.